# Juan Domingo de Zúñiga y Fonseca
Pour les articles homonymes, voir Zúñiga et Fonseca.
Juan Domingo de Zuñiga y Fonseca est un militaire et homme d'État espagnol, comte de Monterrey et Fuentes, vice-roi de Catalogne, né à Madrid le 25 novembre 1640, mort à Madrid le 2 février 1716.
Nommé gouverneur des Pays-Bas espagnols de 1670 à 1675, il fut chargé de la construction du Fort de Monterey destiné à renforcer la défense de Bruxelles. Il dut faire face aux débuts de la guerre de Hollande, et apporta un soutien au complot de Latréaumont contre Louis XIV de France, qui fut toutefois rapidement démantelé par le gouvernement français.
Rappelé en Espagne durant la guerre de Hollande, il fut vice-roi de Catalogne de 1677 à 1678.